# يوسف أوجادي
يوسف أوجادي  (1988 المغرب) هو لاعب كرة قدم مغربي.

## روابط خارجية
- يوسف أوجادي على موقع قاعدة بيانات كرة القدم.إي يو (الإنجليزية)